# Eleleis
Genre
Eleleis est un genre d'araignées aranéomorphes de la famille des Prodidomidae.

## Distribution
Les espèces de ce genre se rencontrent en Afrique australe et au Cap-Vert.

## Description
Les mâles mesurent de 1,72 à 3,90 mm et les femelles de 1,98 à 3,72 mm.

## Liste des espèces
Selon World Spider Catalog (version 23.0, 31/01/2022) :
- Eleleis crinita Simon, 1893
- Eleleis etosha Rodrigues & Rheims, 2020
- Eleleis haddadi Rodrigues & Rheims, 2020
- Eleleis himba Rodrigues & Rheims, 2020
- Eleleis leleupi Rodrigues & Rheims, 2020
- Eleleis limpopo Rodrigues & Rheims, 2020
- Eleleis luderitz Rodrigues & Rheims, 2020
- Eleleis okavango Rodrigues & Rheims, 2020
- Eleleis solitaria Rodrigues & Rheims, 2020

## Systématique et taxinomie
Ce genre a été décrit par Simon en 1893 dans les Prodidomidae. Il est placé dans les Gnaphosidae par Azevedo, Griswold et Santos en 2018 puis dans les Prodidomidae par Azevedo, Bougie, Carboni, Hedin et Ramírez en 2022.

## Publication originale
- Simon, 1893 : Histoire naturelle des araignées. Paris, vol. 1, p. 257-488 (texte intégral).